# Giethars

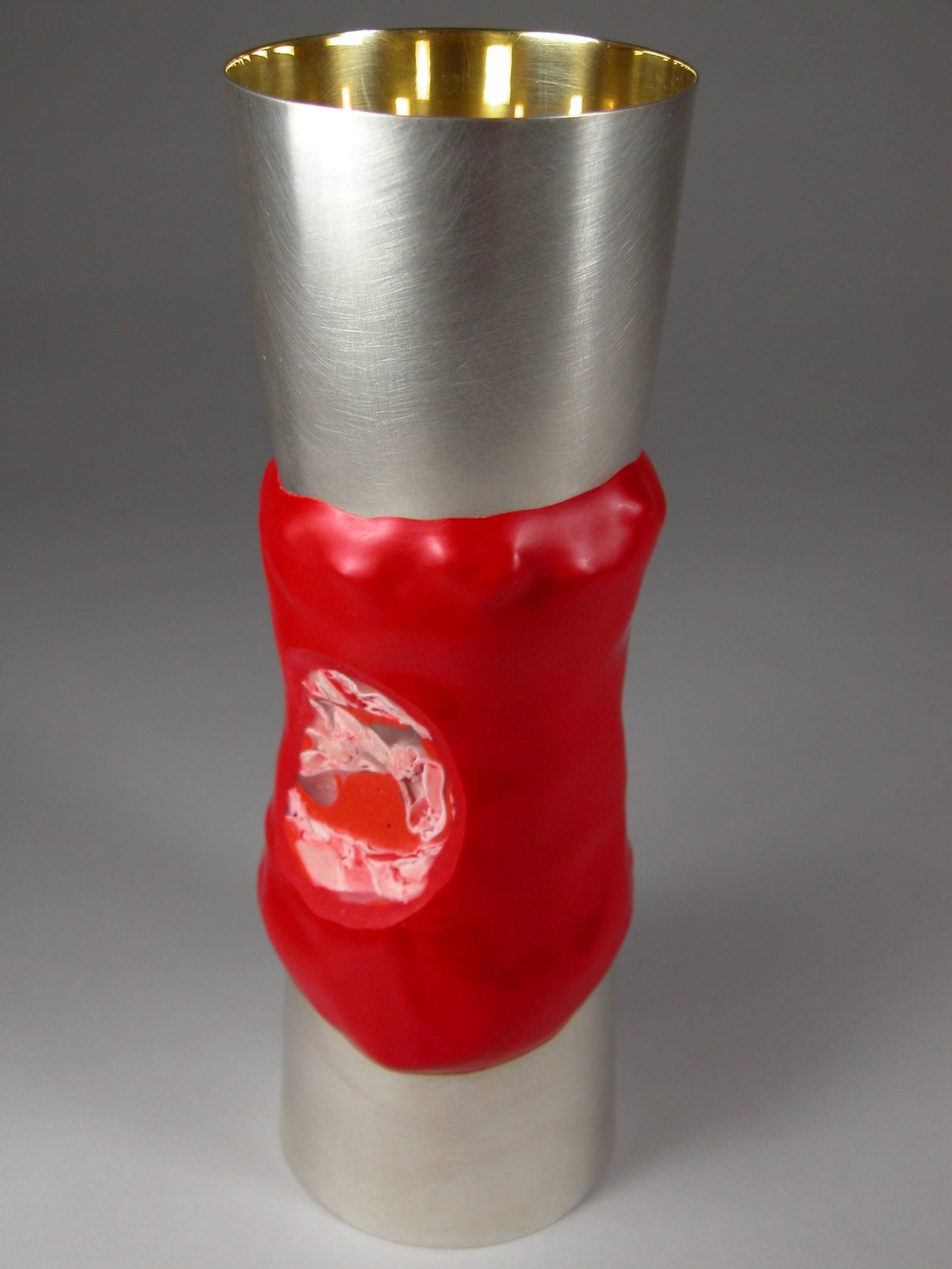
Avondmaalsbeker met rode giethars waaruit klein deel is weggezaagd, Museum Catharijneconvent

Gietharsen zijn composieten. Ze worden gemaakt van een basis polyol en een harder (meestal MDI of TDI).
Toepassingen
- Ingieten van elektronica zoals transformatoren en printplaten
- Productie van kunststof artikelen
- Vloeren

Eigenschappen
- Elektrisch isolerend
- Dun vloeibaar bij gieten
- In diverse hardheden verkrijgbaar (van rubber tot beton)
- Zeer taai

Soorten
- Polyurethaan gietharsen
- Epoxy gietharsen